# Independence Township (comté d'Appanoose, Iowa)
Pour les articles homonymes, voir Independence Township.
Independence Township est un township, du comté d'Appanoose en Iowa, aux États-Unis,,.
Le township est fondé en 1848.

## Source de la traduction
- (en) Cet article est partiellement ou en totalité issu de l’article de Wikipédia en anglais intitulé « Independence Township, Allamakee County, Iowa » (voir la liste des auteurs).